# Театр Post
«театр post» — независимая театральная группа из Санкт-Петербурга, созданная в 2011 году Дмитрием Волкостреловым.

## История
«театр post» - независимая театральная команда, не имеющая своей площадки и работающая в альтернативных пространствах: от клубов и галерей - до старинных особняков и городских скверов.
Театр основан в 2011 году в Санкт-Петербурге режиссёром Дмитрием Волкостреловым, объединившим вокруг себя команду молодых актёров - выпускников СПбГАТИ. Основой репертуара стали несколько экспериментальных спектаклей по текстам Павла Пряжко и Ивана Вырыпаева, выпущенных Волкостреловым и его актёрами в 2010-2011 годах.
Целью собственной работы «театр post» объявил «сближение актуального искусства и театра, поиск нового театрального языка и исследование современного мира театральными средствами». Принципиальной позицией была также объявлена работа исключительно с текстами современных авторов. Значительную часть репертуара театра составляют спектакли по текстам белорусского драматурга Павла Пряжко, экспериментирующего с формой театральной пьесы.

## Постановки
- 2010 — «Запертая дверь» Павла Пряжко[2] — выпущен в рамках Режиссёрской лаборатории «ON.Театр».
- 2010 — «Июль» Ивана Вырыпаева.
- 2011 — «Хозяин кофейни» Павла Пряжко.
- 2011 — «Солдат» Павла Пряжко — совм. с Театром.doc, Москва[1].
- 2012 — «Я свободен» Павла Пряжко[3][4].
- 2012 — «Shoot/Get Treasure/Repeat» Марка Равенхилла[5].
- 2013 — «Печальный хоккеист» Павла Пряжко — совм. с Центром визуальных и исполнительских искусств, Минск.
- 2013 — «Лекция о ничто» Джона Кейджа.
- 2014 — «Парки и сады» Павла Пряжко.
- 2015 — «Лекция о нечто» Джона Кейджа.
- 2015 — «Мы уже здесь» Павла Пряжко.
- 2016 — «Поле» Павла Пряжко.
- 2016 — «Невидимый театр» — специальный проект для Новой Голландии, Санкт-Петербург.
- 2017 — «Я сижу в комнате» Элвина Люсье.
- 2017 — «Художник извне и изнутри» по книге Аркадия Ипполитова «Якопо да Понтормо: Художник извне и изнутри».
- 2018 — «Я свободен. Частично» (реж. Вс. Лисовский).[6][7]
- 2018 — «Диджей Павел» Павла Пряжко (Ксения Волкова, Дмитрия Волкострелов, Иван Николаев, Дмитрий Коробков, Максим Петров, Алексей Платунов, Дмитрий Ренанский, Алена Старостина)
- 2018  — «Хорошо темперированные грамоты»
- 2019 — «Сосед» Павла Пряжко
- 2019 — «Два перстня» Павла Пряжко (Ксения Волкова, Дмитрия Волкострелов, Иван Николаев, Дмитрий Коробков, Максим Петров, Алексей Платунов, Дмитрий Ренанский, Алена Старостина)
- 2020 — «Комитет грустящего божества» Павла Пряжко
- 2020 — «Space X»
- 2021 — «Ленточки» Павла Пряжко
- 2021 — «Пушечное мясо» Павла Пряжко

## Цитаты
- «Интереснее работать в нетеатральном пространстве — когда человек приходит в такое помещение, у него не работает привычная схема. Ведь поход в театр мы представляем определенным образом: гардероб, номерок, кресло, гаснет свет и так далее. Мне кажется, важно эту схему нарушать»[1] — Дмитрий Волкострелов, 2012.
- «Главная заслуга тандема Пряжко и Волкострелова в том, что их спектакли с неожиданной силой и органичностью совместили острую рефлексию над природой современного театра с внутренним монологом современного обывателя. Что дает мне этот спектакль? Право посмотреть его еще раз — как нечто близкое и смутно-родное, в позе понимающей и сострадательной, бесконечно инфантильной, или как нечто ироничное, как ребус, местами сатиру: так ведь смотрят взрослые люди. Он дает мне право даже поставить собственный спектакль — вот так же, за три копейки, без цехов, гонораров и чиновничьих инструкций. Это, если хотите, такая арт-терапия: я больше не стесняюсь говорить. Спектакль напоминает мне подзабытую истину, что даже такой плохонький я — все-таки по природе своей свободен»[4] — Андрей Пронин, 2012.